# ティルバリー (馬車)
ティルバリー(Tilbury:仏チュルビュリー)はオープン2輪馬車(キャリッジ)。19世紀初頭にロンドンMount Streetにあった馬車製造メーカー(コーチビルダー)「ティルバリー(Tilbury)」が開発した。ティルバリーの装備は斜めになった荷物入れの上部に座席があり、泥除け用のダッシュボードが装備されただけのもの。座席はティルバリーシートとよばれた。2輪で軽量に見えるがボディが鉄製だったので実際は重かった。これは道路事情の悪いところで自家用として用いられた。1頭立てまたはタンデム2頭立てであったが、2頭立てで引かれるのは重量のあることを示している。
ティルバリーとは、エセックス州のティルバリーではなく人名に由来している。